# ヤスカバー
ヤスカバー市（Municipio de Yaxcabá）は、メキシコ合衆国ユカタン州に属する基礎自治体（municipio、市）のひとつで、同名の町ヤスカバーを行政の中心地としている。ヤシュカバー（Yaxcabá）はマヤ語で「緑の大地の土地」を意味する。

## 位置
ヤスカバーはユカタン州の中南部地域にあり、州都メリダから90キロメートル南東に位置する。市域は、北緯20度19分から20度49分、西経80度36分から88度56分までの範囲にわたり、総面積は1,079平方キロメートルに及ぶ。それぞれ北にスドサル、南にチャクシンキン、東にチャンコム、西にソツタという基礎自治体と境を接している。

## 居住地域
市内には66の居住地域が存在し、うち重要なのは以下の5箇所である。
- ヤスカバー
- ティシュカカルツユブ（Tixcacaltuyub）
- リブレ・ウニオン（Libre Unión）
- タツィビチェン（Tahdzibichen）
- ティオロプ（Tiholop）

## 歴史
ヤスカバーの集落は、1441年に滅亡したマヤパンの生存者によって創設されたと伝えられている。スペインによる植民地時代はエンコミエンダ制のもとで支配されており、1761年のハシント・カネクの反乱や、1821年のメキシコの独立を経て、1923年にヤスカバーの基礎自治体が設立された。カネクの反乱の発端となったマヤ人の村キステイル（Cisteil）は、現在のヤスカバー市内に存在した。

## 文化財
ヤスカバーの町にアッシジの聖フランシスコ教会があり、その中にはグアダルーペの聖母に捧げられた礼拝堂など、植民地時代の建築が遺されている。サン・ペドロの教区教会であるサンタ・クルス教会は、かつては修道院であり、聖ニコラスに捧げられた礼拝堂が存在する。
また、市内にはヤシュナをはじめとするマヤ文明の遺跡がある。

## 主な祝祭
毎年4月は聖なる十字架の祭りが開催される。また、6月20日から29日にかけて聖ペドロと聖パブロを讃えた祭りが、10月1日から5日にかけてアッシジの聖フランシスコを讃えた祭りが行われる。

## 参照
1. ↑  “Encyclopedia of the Municipalities of Mexico: Yucatan” (HTML). 2008年11月20日時点のオリジナルよりアーカイブ。2009年11月17日閲覧。
2. ↑  Census Results by Locality, 2005 Archived 2011年7月22日, at the Wayback Machine. INEGI.
3. 1 2 3 4 5 6 7 8 9 10 11  “Nuestros municipios - Yaxcabá” (HTML). 2009年11月17日閲覧。